# Железнодорожная станция Рюссельсхайм
Станция Рюссельсхайм (нем. Bahnhof Rüsselsheim) — сквозная железнодорожная станция, расположенная на 12,2 километре Майнской железной дороги (Майнц — Франкфурт-на-Майне) в городе Рюссельсхайм-ам-Майн. Станция является станцией S-Bahn и региональных поездов в тарифной зоне Рейн-Майнского транспортного союза (RMV). Помимо неё, в Рюссельсхайме есть ещё станция Рюссельсхайм-Опельверк.

## История
Станция была открыта 3 января 1863 года вместе с Майнской железной дорогой, соединившей Майнц и Франкфурт. В 1904 году станция была оборудована выходными сигналами. (Перевод: Железнодорожная дирекция Майнца (изд.): "Официальный вестник Королевской прусской и Великогерцогской гессенской железнодорожной дирекции в Майнце" от 27 августа 1904 г., № 45. Объявление № 465, с. 551.)

При отправлении поезда S-Bahn со станции 2 февраля 1990 года произошла самая тяжелая на сегодняшний день железнодорожная катастрофа в Рейнско-Майнской области. Отправлявшийся поезд S-Bahn из Висбадена столкнулся с прибывающим поездом S-Bahn из Франкфурта. Погибло 17 человек, 145 получили тяжелые ранения. 
Старое здание вокзала 1950-х годов было снесено в 2004 году. Новое здание было построено в 2005 году.

## Движение

### Железнодорожное сообщение

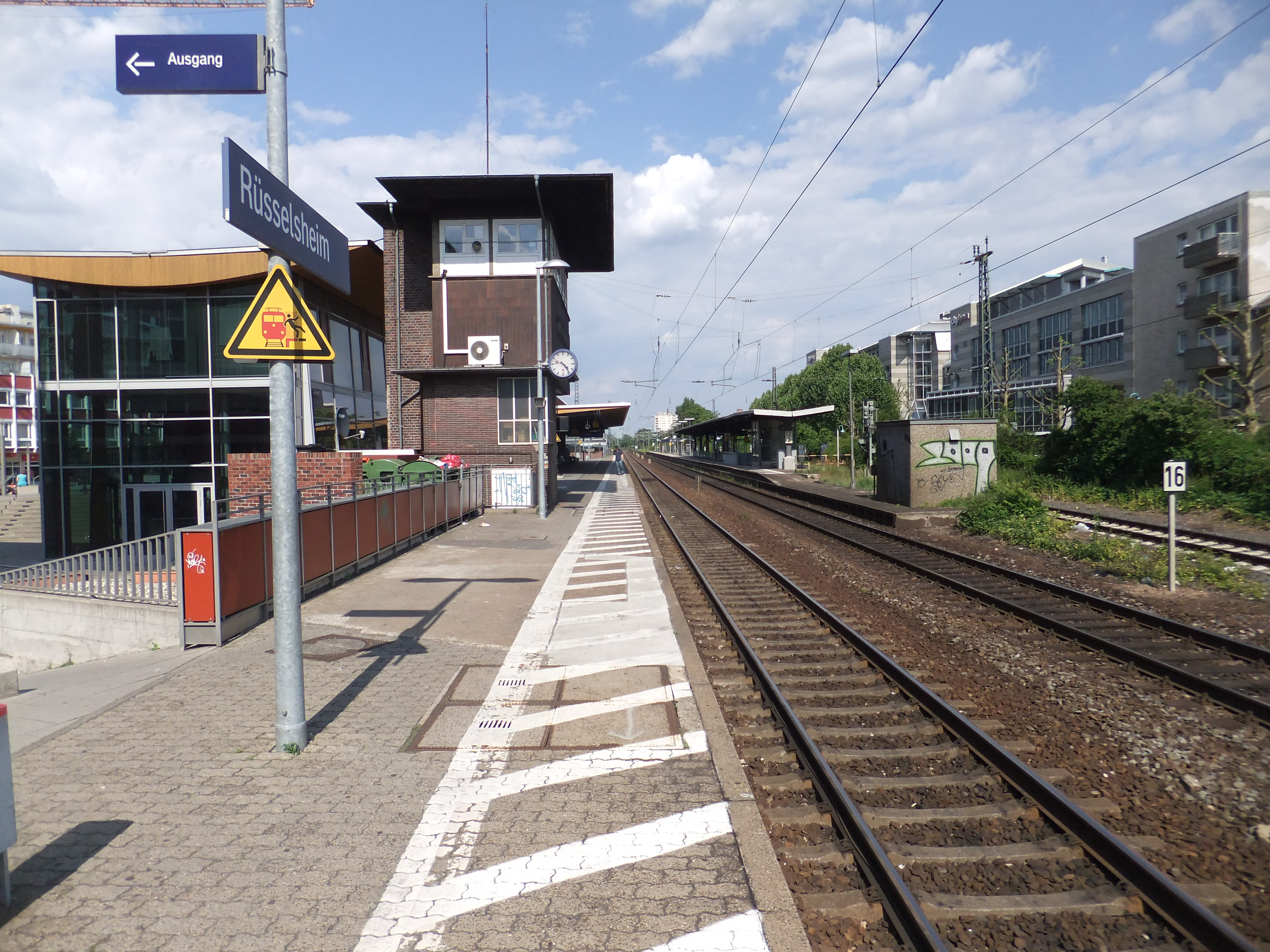
Платформы станции Рюссельсхайм

Рюссельсхайм — станция пригородных поездов S-Bahn Рейн-Майн. Здесь останавливаются линии S-Bahn S8 и S9. Они соединяют Рюссельсхайм с Висбаденом, Майнцем, Кельстербахом, Франкфуртом, Оффенбахом, Мюльхаймом и Ханау с интервалом в 15 минут. S8 идет через главный вокзал Майнца в Висбаден, а S9 — через железнодорожный мост в Хоххайме в Майнц-Кастель и далее на главный вокзал Висбадена.
На станции Рюссельсхайм также останавливаются поезда Regional-Express по маршрутам Кобленц (главный вокзал) — Франкфурт (главный вокзал) и Саарбрюккен (главный вокзал) — Франкфурт (главный вокзал), каждый с интервалом в два часа, что дает примерно часовой интервал до главного вокзала Майнца. В часы пик есть отдельные рейсы RB до Идар-Оберштайна или Бингена (главный вокзал), а также по утрам из Кирххаймболандена или Альцая и во второй половине дня в Альцай.
| Линия          | Маршрут | Интервал     | Оператор |
| -------------- | --- | ------------ | -------- |
| S8 (Рейн-Майн) | Висбаден — Майнц — Рюссельсхайм — Аэропорт Франкфурта — Франкфурт-на-Майне — Оффенбах — Ханау                 | 15 мин.      | DB Regio |
| S9 (Рейн-Майн) | Висбаден — Майнц-Кастель — Рюссельсхайм — Аэропорт Франкфурта — Франкфурт-на-Майне — Оффенбах — Ханау         | 15 мин.      | DB Regio |
| RE 2           | Кобленц — Майнц — Рюссельсхайм — Франкфурт-на-Майне                                                           | 120 мин.     | DB Regio |
| RE 3           | Саарбрюккен — Майнц — Рюссельсхайм — Франкфурт-на-Майне                                                       | 120 мин.     | DB Regio |
| RB 31          | Майнц — Рюссельсхайм — Франкфурт-на-Майне (дополнительные рейсы в часы пик)                                   | (в часы пик) | DB Regio |
| RB 33          | отдельные рейсы в/из Идар-Оберштайн / Бинген-на-Рейне                                                         | (в часы пик) | DB Regio |
| RB 58          | Ашаффенбург / Лауфах — Ханау — Франкфурт-на-Майне (южный вокзал) — Аэропорт Франкфурта — Рюссельсхайм — Майнц | (в часы пик) | DB Regio |

### Автобусное сообщение
На вокзале Рюссельсхайма есть большой автовокзал. Здесь курсируют городские автобусные линии 6, 11, 31, 32, 41, 42, 51 и 52, а также региональная автобусная линия 1 до станции Флёрсхайм-на-Майне и две линии ночных автобусов (70 и 71). На автобусной остановке Rüsselsheim Bahnhof Südseite останавливаются автобусные линии 61, 22, 24, 28, 72 и 67.